# Championnat de Moldavie de football 2000-2001
Navigation
Championnat de Moldavie 1999-2000 Championnat de Moldavie 2001-2002
Le Championnat de Moldavie de football 2000-2001 est la 10e édition de ce championnat.

## Classement[1]
| Rang | Équipe                    | Pts | J  | G  | N | P  | Bp | Bc | Diff |
| ---- | ------------------------- | --- | -- | -- | - | -- | -- | -- | ---- |
| 1    | Sheriff Tiraspol          | 67  | 28 | 21 | 4 | 3  | 58 | 18 | +40  |
| 2    | FC Zimbru Chișinău        | 66  | 28 | 20 | 6 | 2  | 46 | 15 | +31  |
| 3    | Tiligul-Tiras Tiraspol    | 41  | 28 | 11 | 8 | 9  | 33 | 34 | -1   |
| 4    | Constructorul-93 Chișinău | 39  | 28 | 10 | 9 | 9  | 30 | 30 | 0    |
| 5    | Nistru Otaci              | 33  | 28 | 9  | 6 | 13 | 31 | 39 | -8   |
| 6    | Agro Chișinău             | 25  | 28 | 6  | 7 | 15 | 26 | 47 | -21  |
| 7    | FC Hîncești               | 25  | 28 | 6  | 7 | 15 | 34 | 45 | -11  |
| 8    | FC Olimpia Bălți          | 14  | 28 | 3  | 5 | 20 | 19 | 49 | -30  |

|  | Champion |
|  | Relégué  |

## Bilan de la saison
| Tableau d'Honneur                   |                  |
| Compétition                         | Vainqueur        |
| Championnat de Moldavie de football | Sheriff Tiraspol |
| Coupe de Moldavie de football       | Sheriff Tiraspol |

| Promotions et relégations   |                   |
| Relégués en Divizia A       | FC Olimpia Bălți  |
| Promus en Divizia Națională | Happy End Camenca |